# Arches National Park
Arches National Park er en nationalpark i Utah i USA bestående af mere end 1.500 buer og porte, skabt i sandsten af naturen selv. Den største af buerne – Landscape Arch – er 32 meter høj, og spænder over 93 meter.